# Ecologia delle Banksia
Con ecologia delle Banksia si fa riferimento a tutte le relazioni ed interazioni tra le piante del genere Banksia ed il loro ambiente.
Il genere Banksia include circa 90 specie di piante della famiglia Proteaceae. Esse crescono in forme che variano dal cespuglio legnoso prostrato agli alberi alti fino a 30 m e si trovano in tutte le aree dell'Australia, ad eccezione di quelle più aride. Le specie del genere possiedono degli adattamenti che gli hanno finora consentito di sopravvivere nonostante suoli aridi e poveri di nutrienti, basse frequenze di produzione di semi, velocità alte di predazione di semi e bassi tassi di sopravvivenza dei semi.
Questi adattamenti includono lo sviluppo di radici proteoidi e di lignotuberi, di strutture floreali specializzate, che attraggono gli animali nettariferi ed assicurano un efficace trasferimento del polline, e il rilascio di semi in risposta agli incendi boschivi.
L'arrivo degli Europei in Australia apportò ulteriori sfide ecologiche.
La colonizzazione europea dell'Australia ha interessato direttamente le Banksia attraverso la deforestazione, lo sfruttamento dei fiori e i cambiamenti al regime degli incendi.
In aggiunta, l'introduzione accidentale e la diffusione di patogeni delle piante, quali Phytophthora cinnamomi (marciume radicale, in inglese dieback), costituiscono una seria minaccia all'habitat e alla biodiversità di questo genere.
Varie misure per la conservazione sono state messe in atto al fine di mitigare queste minacce, ma un certo numero di taxa resta tuttora in pericolo.

## Impollinazione

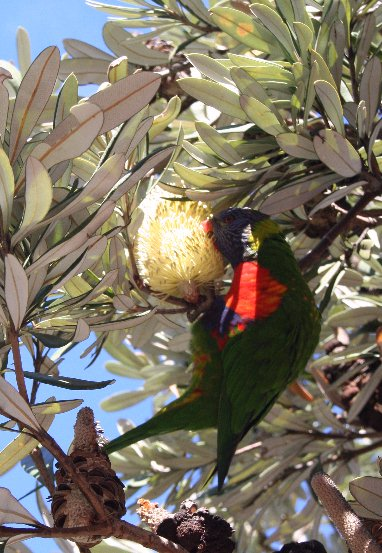
Un lorichetto arcobaleno festeggia con nettare di una infiorescenza di Banksia integrifolia. Nel corso del processo, esso trasferisce polline tra le piante, svolgendo un ruolo importante nella riproduzione delle specie.

L'ecologia dell'impollinazione delle Banksia è stata ben studiata, poiché le ampie e vistose infiorescenze rendono facile l'esecuzione di esperimenti di impollinazione e i ruoli che giocano in essa uccelli e mammiferi nettariferi hanno reso il genere un soggetto popolare per gli zoologi.
Si osservano spesso visite alle infiorescenze di Banksia da parte delle api e degli uccelli nettariferi e sono ovviamente importanti per l'impollinazione.
Importanti sono anche le visite di mammiferi nettariferi, anche se tali visite sono raramente osservate perché questi mammiferi sono di solito notturni e solitari.
Le ricerche hanno dimostrato che le infiorescenze di Banksia sono raccolte da una varietà di piccoli mammiferi, compresi i marsupiali (come possum e antechini) e roditori (come il Rattus tunneyi).
Questi trasportano carichi di polline paragonabili a quelli degli uccelli nettariferi, cosa che li rende efficaci impollinatori.
Altri studi hanno dimostrato che l'importanza relativa di vertebrati e invertebrati per l'impollinazione può variare da specie a specie, con alcune specie di Banksia che mostrano un insieme ridotto di frutti quando gli impollinatori vertebrati sono esclusi, mentre altre non sono influenzate dalla esclusione dei vertebrati e producono alcuni frutti anche quando tutti gli impollinatori sono esclusi.
Quasi tutte le specie di Banksia finora studiate hanno dimostrato velocità di incrocio tra le più alte mai registrate fra le piante. Questo significa che pochissime piante di Banksia risultano da un processo di autofertilizzazione.
Ci sono varie ragioni potenziali per questo.
Una possibilità sarebbe che i fiori di Banksia siano semplicemente non esposti al loro proprio polline.
Ciò è molto improbabile per due ragioni: innanzitutto, la morfologia del fiore di Banksia rende virtualmente inevitabile che lo stigma sia esposto al suo stesso polline, dal momento che esso funziona anche come presentatore di polline.
Si è suggerito che il problema sarebbe evitato se i fiori fossero fortemente monoici, ma finora le evidenze supportano solo un parziale monoicismo.
Inoltre, la questione del monoicismo di singoli fiori è probabilmente irrilevante, perché l'antesi sequenziale dei fiori comporta che ogni infiorescenza tipicamente conterrà contemporaneamente fiori sia allo stadio maschile sia allo stadio femminile.
Le osservazioni degli schemi di bottinatura negli impollinatori hanno dimostrato che il trasferimento del polline tra fiori diversi della stessa infiorescenza è inevitabile.
Un'altra possibilità è che l'elevata velocità di incrocio sia dovuta all'autoincompatibilità, causata da un fallimento nella fertilizzazione o da un aborto del frutto autofertilizzato.
Gli studi hanno dimostrato che l'autocompatibilità del polline varia tra diverse specie di Banksia, con alcune specie - ma non tutte - che inibiscono la crescita dei tubi pollinici per il polline proveniente dai propri fiori.
Una forma più verosimile di autoincompatibilità è l'aborto spontaneo dei frutti che sono stati autofertilizzati.
Questo potrebbe essere causato dall'espressione di geni letali o dall'espressione di geni che, pur non letali, causano l'aborto alla pianta madre. Si ritiene che le cause genetiche siano una forma comune di autoincompatibilità, a causa dell'elevato carico genetico del genere.
Comunque, le frequenze di aborto sono difficili da stabilire, in quanto gli ovari sono profondamente inseriti nel "rachis" (fusto legnoso) dell'infiorescenza.
Infine, esiste il meccanismo dell'aborto "facoltativo" dei frutti, in cui una pianta madre priva di risorse per portare a maturazione tutti i frutti, abortisce quelli meno vigorosi.
Si ritiene che questo sia comune in quei taxa che solitamente sono autocompatibili, poiché anche questi presentano elevate velocità di incrocio.
Ad esempio, si è dimostrato che Banksia spinulosa var. neoanglica, una delle specie di Banksia più autocompatibili, produce frutti di gran lunga impollinati con incroci che autoimpollinati.
Solo poche specie, come B. brownii, mostrano eccezionalmente basse frequenze di incroci.
In ogni caso, si tratta di specie rare che sono presenti in popolazioni molto piccole, fatto che aumenta la probabilità di auto-fertilizzazione e può scoraggiare le visite da parte degli impollinatori.

## Risposta al fuoco

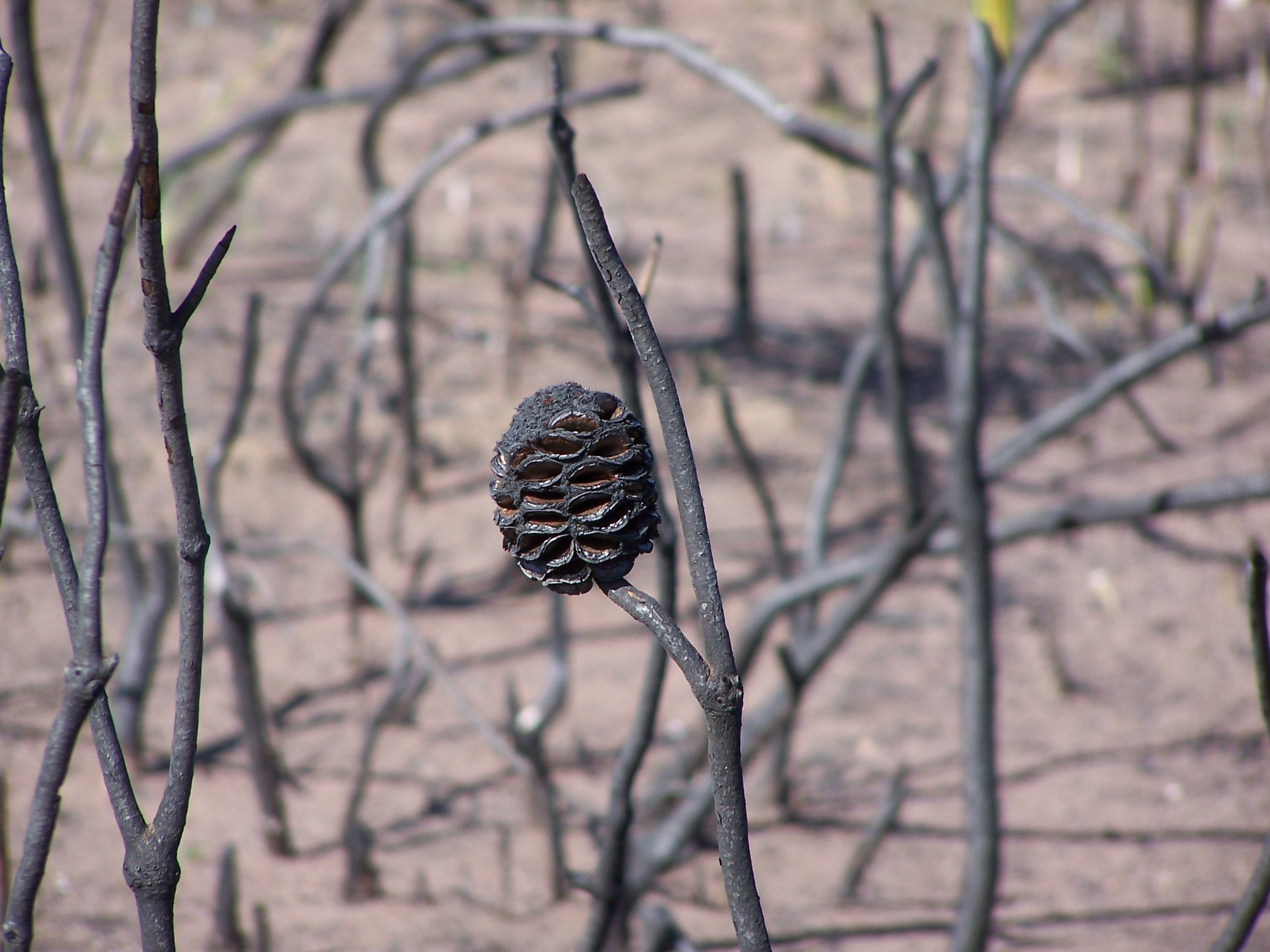
B. telmatiaea dopo un incendio. La pianta madre è stata uccisa, ma il fuoco ha causato il rilascio di semi, assicurando il recupero della popolazione.

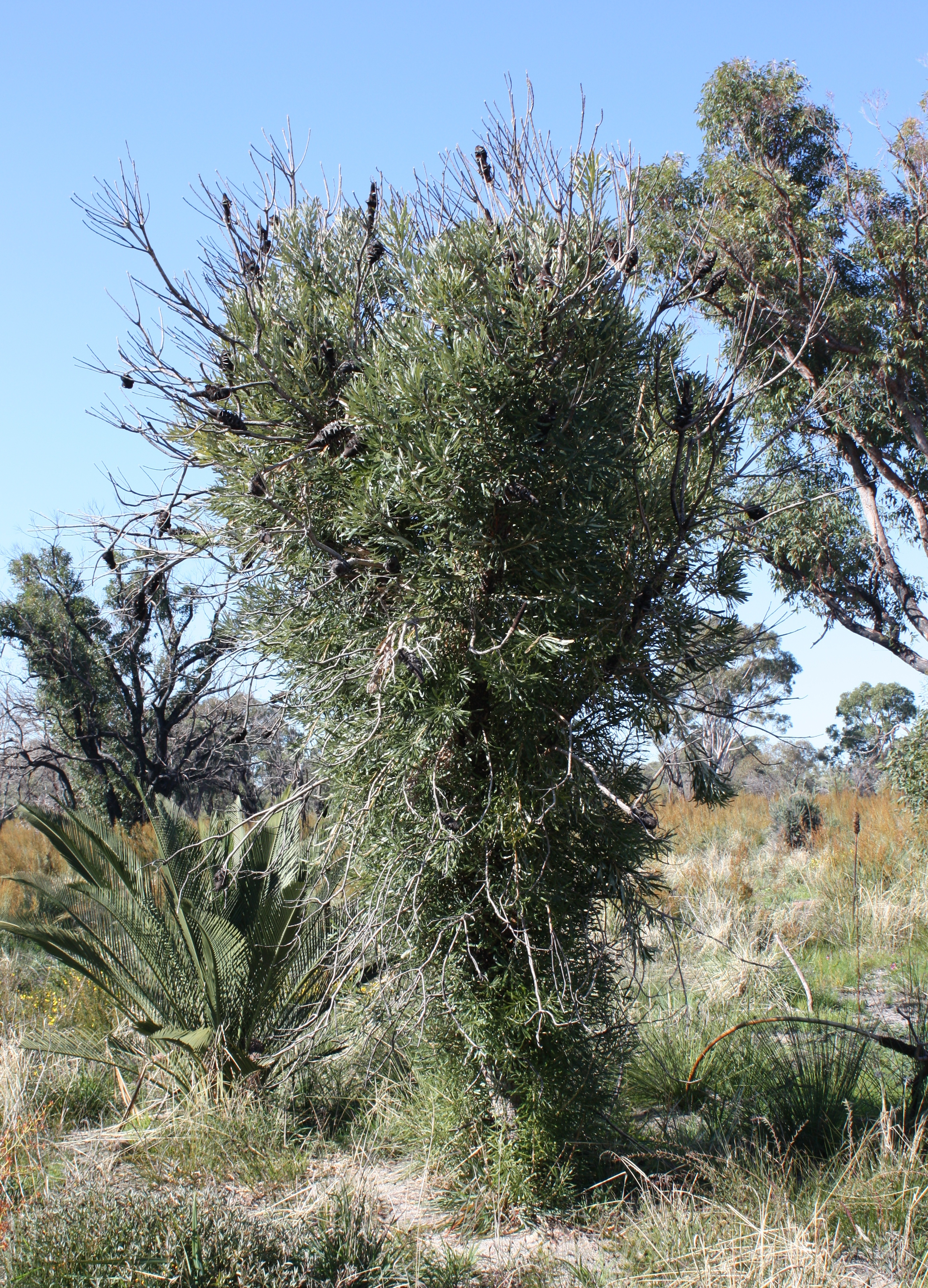
B. attenuata che rispunta da gemme epicormiche dopo un incendio.

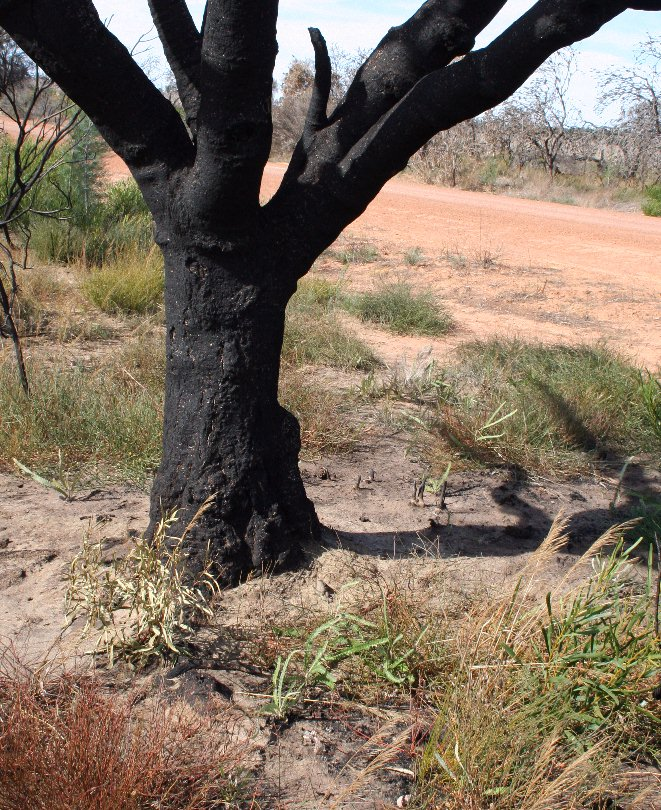
B. prionotes dopo un incendio. La pianta madre è stata bruciata e probabilmente uccisa, ma non i germogli che crescono sotto di essa.

Le piante di Banksia si sono adattate naturalmente alla presenza regolare di incendi boschivi.
Circa la metà delle specie di Banksia tipicamente sopravvive agli incendi, o perché possiedono cortecce molto spesse che proteggono il tronco dal fuoco, o perché possiedono lignotuberi, dai quali possono rigermogliare dopo il fuoco.
Inoltre, il fuoco regola il rilascio di semi immagazzinati nella banca di semi aerea — un adattamento noto come serotinia.
Nella letteratura relativa all'Ecologia, ci si riferisce alle specie che sono uccise dal fuoco, ma che si rigenerano poi dai semi, con i termini "fire-sensitive" (sensibili al fuoco) o "seeders" (seminatori), mentre quelle che tipicamente sopravvivono rigermogliando da un tronco o da un lignotubero sotterraneo si dicono "fire-tolerant" (tolleranti al fuoco) o "sprouters" (germoglianti).
Tutte le specie di Banksia mostrano serotinia in qualche misura. La maggior parte ritiene tutti i propri semi fino a quando il rilascio è causato dal fuoco, ma alcune specie rilasciano una piccola quantità di semi spontaneamente.
La serotinia è ottenuta attraverso il meccanismo di follicoli spessi e legnosi, che sono mantenuti saldamente chiusi da resina.
I semi ritenuti nei follicoli sono protetti dagli animali granivori e dal calore degli incendi e restano fertili per circa 10 anni.
I follicoli richiedono un calore critico perché la resina si fonda ed i follicoli possano iniziare ad aprirsi.
Ad esempio, per B. elegans, questa condizione critica è 2 minuti a 500 °C.
Le specie che richiedono un elevato calore tipicamente trattengono i loro vecchi fiori appassiti.
Questi sono molto infiammabili e così contribuiscono al raggiungimento del calore critico.
Con alcune eccezioni, ogni follicolo contiene due semi e un "separatore" alato.
Finché il separatore rimane nel follicolo, esso mantiene i semi in posizione.
In alcune specie, il separatore rimane nel follicolo fino a quando esso si è raffreddato; una volta freddo, il separatore diviene libero e cade fuori, cosicché subito dopo anche i semi cascano fuori.
In questo modo il separatore garantisce che i semi cadano sul suolo già freddo.
In altre specie, il separatore non diviene libero fino a quando non si inumidisce.
In queste specie i semi non cadono al suolo fino alla prima pioggia successiva all'incendio.
Il seme è solitamente rilasciato su un periodo di circa 90 giorni.
Subito dopo un incendio, gli uccelli granivori arrivano per estrarre i semi dai follicoli aperti e per mangiare i semi caduti al suolo.
I semi che sfuggono ai granivori sono velocemente seppelliti dal vento e dall'acqua superficiale. Pressoché tutti i semi interrati giungono a germinazione.

## Radicamento dei germogli
Parecchi germogli di Banksia non sopravvivono fino alla fase adulta.
Una fra le cause principali è la mancanza di acqua.
La competizione per l'umidità del suolo può essere molto forte, specialmente durante i periodi di siccità.
In uno studio, a seguito di un incendio sperimentale furono conteggiati circa 13680 germogli nati nel periodo giugno-ottobre, ma a gennaio rimanevano in vita solo 11 piante.
Altre minacce al radicamento dei germogli sono la predazione da parte di invertebrati, come ad esempio le cavallette e gli acari, e da parte di vertebrati, come ad esempio canguri e bandicoot.

## Fitopatologie, predazione e altre simbiosi
I semi di Banksia sono predati da uccelli e insetti.
Gli insetti si nutrono anche di fusti, foglie, fiori e coni.
Alcuni insetti provocano la formazione di galle.
Molte specie di funghi vivono sulle piante di Banksia, fra i quali vi sono i Banksiamyces.
La maggior parte delle specie di Banksia sono molto sensibili agli attacchi di Phytophthora cinnamomi (marciume radicale).

## Conservazione
La biodiversità del genere Banksia è colpita da diversi processi.
Le principali minacce includono patologie, variazioni nella frequenza e nell'intensità degli incendi, il disboscamento per ampliare la superficie ad uso agricolo, l'estrazione mineraria, lo sviluppo urbano e stradale, lo sfruttamento di fiori, semi e foglie da parte del settore dei fiori recisi e di altri settori industriali.
Tre specie di Banksia sono attualmente dichiarate in pericolo secondo l'Environment Protection and Biodiversity Conservation Act 1999 australiano e altre due sono considerate specie vulnerabili.

### Patologie
La malattia più critica che minaccia le Banksia è il patogeno introdotto Phytophthora cinnamomi, comunemente noto con il nome di "marciume radicale" (in inglese dieback).
Questa è un oomicete che attacca le radici delle piante, distruggendo la struttura del tessuto radicale, causando la marcescenza della radice e impedendo alla pianta l'assorbimento dell'acqua e dei nutrienti.
Le radici proteoidi della Banksia la rendono molto suscettibile a questa patologia, tanto che le piante infettate solitamente muoiono entro pochi anni dall'esposizione all'agente patogeno.
La minaccia di esposizione al marciume radicale è maggiore nella parte sudoccidentale dell'Australia Occidentale, dove l'infestazione ha raggiunto proporzioni epidemiche.
Quest'area detiene la maggiore diversità in termini di specie di Banksia, con tutte le specie suscettibili di infezione.
Di conseguenza, alcune fra le specie sudoccidentali sono considerate minacciate dal marciume radicale.
Quasi tutte le popolazioni selvatiche conosciute di B. brownii mostrano alcuni segni dell'infezione di marciume radicale e si riporta che questa specie si sarebbe estinta entro un decennio se non fosse stata protetta.
Altre specie vulnerabili includono B. cuneata, B. goodii, B. oligantha e B. verticillata.
Le aree con foreste di Banksia infestate nell'Australia Occidentale sudoccidentale solitamente possiedono meno del 30% di superficie non infestata.
Le morti di piante in tali vaste proporzioni possono avere una profonda influenza sulla composizione delle comunità vegetali.
Ad esempio, nell'Australia sudoccidentale, le Banksia sono spesso presenti come sottobosco delle foreste di Eucalyptus marginata (Jarrah), un'altra specie molto vulnerabile al marciume radicale.
L'infestazione uccide sia lo strato aereo di Jarrah sia il sottobosco di Banksia e, nel tempo, queste possono essere sostituite da un bosco più aperto, consistente di uno strato aereo della resistente Corymbia calophylla (Marri) e di un sottobosco dell'alquanto resistente Dryandra sessilis (Parrotbush).
Il marciume radicale è notoriamente difficile da gestire.
Sono state implementate parecchie misure protettive per rallentare la diffusione della malattia ed incrementare i tassi di sopravvivenza delle piante infette. Fra queste vi sono la restrizione degli accessi alle aree infette e ai siti sensibili, la raccolta e la conservazione a freddo dei semi e il trattamento delle piante con fosfito. Il fosfito amplifica la resistenza sia delle piante infette sia di quelle non infette, agendo inoltre come fungicida diretto.
La dispersione per via aerea di fosfito nebulizzato amplifica fortemente la sopravvivenza delle piante e rallenta la diffusione dell'infezione, ma deve essere gestita con cautela, in quanto alcuni studi hanno dimostrato che lo spray fogliare di fosfito influisce negativamente sulla crescita di radici e germogli.
L'iniezione diretta di fosfito nelle radici della piant sembra ovviare a questo svantaggio, ma è costosa da somministrare ed è indicata solo per piante conosciute.
Siccome il marciume radicale prospera in condizioni di suolo umido, può rappresentare un problema molto serio per le specie di Banksia che sono innaffiate, come quelle per l'industria dei fiori recisi e del giardinaggio urbano.
In alcune specie questo problema può essere ovviato mediante innesto su portainnesto di una specie orientale, molte delle quali dimostrano per lo meno una resistenza al marciume radicale.
Fra le altre patologie alle quali le specie di Banksia sono vulnerabili vi sono il fungo del cancro aereo Zythiostroma e il fungo parassita Armillaria.

### Regime degli incendi
La frequenza e l'intensità degli incendi boschivi sono fattori importanti per la salute delle popolazioni di Banksia.
L'intervallo di tempo ideale fra diversi incendi varia da specie a specie, ma una sua durata tipica potrebbe essere di 20 anni.
Se gli incendi occorrono troppo frequentemente, le piante restano uccise prima che possano raggiungere l'età della fruttificazione o prima che esse abbiano sviluppato una banca di semi sostanziale.
Questo può sensibilmente ridurre o anche eliminare le popolazioni in alcune aree.
Anche intervalli di tempo più lunghi riducono le popolazioni, per il fatto che molte piante muoiono di invecchiamento naturale tra un incendio e il successivo.
A differenza di alcune altre Proteaceae, le Banksia non rilasciano i loro semi quando muoiono e le piante morte solitamente rilasciano molte meno semi in risposta al fuoco di quanto facciano le piante vive. Così, intervalli lunghi fra gli incendi causano la perdita dei semi.
Anche l'intensità del fuoco è importante.
Se un fuoco non è sufficientemente intenso da promuovere il rilascio dei semi, allora l'intervallo effettivo tra rilasci successivi di semi sarà ulteriormente aumentato dalla perdita di material combustibile.
Gli intervalli fra incendi non sono così critici per le piante rigermoglianti, in quanto le piante adulte tipicamente sopravvivono al fuoco.
Il fuoco non uccide i semi, comunque, in quanto la maggior parte delle piante rigermoglianti non sviluppano un lignotubero fintantoché non raggiungono l'età della fruttificazione.
Così incendi troppo frequenti impediscono il reclutamento di nuovi adulti e le popolazioni declinano al tasso con cui gli adulti muoiono.
È ampiamente accettato che la colonizzazione europea abbia portato ad un aumento della frequenza degli incendi.
Questo è in particolare il caso dei dintorni delle aree urbane, dove il bosco è soggetto sia a incendi dolosi sia a incendi controllati.
La prossimità delle aree urbane impone la necessità di gestire l'aggressività e la frequenza degli incendi boschivi, con una pressione risultate acciocché si facciano incendi di bassa intensità con cadenza regolare.
Questa strategia è agli antipodi rispetto alle esigenze di conservazione delle Banksia, che richiedono incendi intensi a intervalli lunghi.

### Disboscamento
La distribuzione dell'habitat delle Banksia coincide con le aree ad elevata densità di popolazione e vaste aree di bosco dove crescono le Banksia sono state disboscate in favore di agricoltura, attività estrattive, sviluppo urbano e stradale.
Alla pari della perdita diretta di popolazione e di habitat, anche quest'azione ha portato ad un'accresciuta diffusione di infestanti e malattie.
Poiché le Banksia vegetano sui terreni più poveri, le aree in cui esse sono più abbondanti sono state le ultime ad essere state disboscate per l'agricoltura.
Ciò nonostante, si è stimato che il 55% dei boschi di Banksia sono stati disboscati a partire dal 1986. Fra le specie minacciate dal disboscamento vi sono: B. hookeriana e le specie in pericolo B. cuneata e B. goodii.

### Sfruttamento da parte dell'industria floreale
Le Banksia sono piante di grande interesse per l'industria australiana della flora selvatica, con la raccolta a fini commerciali dei fiori attiva soprattutto nella parte sudoccidentale dell'Australia Occidentale.
I fiori sono raccolti da circa 29 specie di Banksia, fra le quali le più popolari sono B. hookeriana, B. coccinea e B. baxteri.
Nel 1990 erano attivi circa 1000 raccoglitori commerciali con licenza che operavano nello stato e, in quell'anno, furono raccolti circa 675000 fiori della sola B. hookeriana.
La pesante attività di raccolta dei fiori riduce sostanzialmente la consistenza della banca dei semi.
Si è stimato che le dimensioni delle popolazioni nei siti di raccolta, nella prossima generazione, saranno probabilmente circa la metà delle popolazioni attuali.

### Specie minacciate
Attualmente, 19 taxa di Banksia sono dichiarate rare. Esse sono tutte endemiche dell'Australia Occidentale.
La loro protezione è garantita della legge australiana Environment Protection and Biodiversity Conservation Act 1999 (EPBC Act) e dalla legge dell'Australia Occidentale (Wildlife Conservation Act 1950).
Il Department of Environment and Conservation si occupa anche dei taxa dichiarati "Priority Flora" (flora prioritaria), così definiti o perché sono poco noti, o perché sono rari seppur non minacciati.
Di seguito si riporta una lista dei taxa di Banksia minacciati e prioritari:
| Specie                                     | Designazione         | Designazione                                                | Minacce principali                                       |
| Specie                                     | Australia (EPBC Act) | Australia Occidentale (Wildlife Conservation Act)           | Minacce principali                                       |
| ------------------------------------------ | -------------------- | ----------------------------------------------------------- | -------------------------------------------------------- |
| B. acanthopoda                             | -                    | Priority 2 (scarsamente conosciuta ma non minacciata)       |                                                          |
| B. aculeata                                | -                    | Priority 2 (scarsamente conosciuta ma non minacciata)       |                                                          |
| B. acuminata                               | ?                    | Priority 4 (rara ma non minacciata)                         |                                                          |
| B. anatona                                 | ?                    | Rara                                                        | marciume radicale                                        |
| B. aurantia                                | ?                    | Rara                                                        | marciume radicale                                        |
| B. bella                                   | ?                    | Priority 4 (rara ma non minacciata)                         |                                                          |
| B. benthamiana                             | -                    | Priority 4 (rara ma non minacciata)                         |                                                          |
| B. borealis subsp. elatior                 | ?                    | Priority 3 (scarsamente conosciuta ma non minacciata)       |                                                          |
| B. brownii                                 | In pericolo          | Rara                                                        | marciume radicale                                        |
| B. calophylla                              | ?                    | Priority 3 (scarsamente conosciuta ma non minacciata)       |                                                          |
| B. catoglypta                              | -                    | Priority 2 (scarsamente conosciuta ma non minacciata)       |                                                          |
| B. chamaephyton                            | -                    | Priority 4 (rara ma non minacciata)                         |                                                          |
| B. comosa                                  | ?                    | Priority 4 (rara ma non minacciata)                         |                                                          |
| B. concinna                                | ?                    | Priority 4 (rara ma non minacciata)                         |                                                          |
| B. corvijuga                               | ?                    | Priority 1 (scarsamente conosciuta e minacciata)            |                                                          |
| B. cuneata                                 | In pericolo          | Rara                                                        | perdita di habitat, conigli selvatici, marciume radicale |
| B. cynaroides                              | ?                    | Priority 4 (rara ma non minacciata)                         |                                                          |
| B. cypholoba                               | ?                    | Priority 3 (scarsamente conosciuta ma non minacciata)       |                                                          |
| B. dallanneyi subsp. agricola              | ?                    | Priority 2 (scarsamente conosciuta ma non minacciata)       |                                                          |
| B. dallanneyi subsp. pollosta              | ?                    | Priority 3 (scarsamente conosciuta ma non minacciata)       |                                                          |
| B. densa var. parva                        | ?                    | Priority 2 (scarsamente conosciuta ma non minacciata)       |                                                          |
| B. drummondii subsp. macrorufa             | ?                    | Priority 2 (scarsamente conosciuta ma non minacciata)       |                                                          |
| B. elegans                                 | -                    | Priority 4 (rara ma non minacciata)                         |                                                          |
| B. epica                                   | -                    | Priority 2 (scarsamente conosciuta ma non minacciata)       |                                                          |
| B. epimicta                                | ?                    | Priority 2 (scarsamente conosciuta ma non minacciata)       |                                                          |
| B. erythrocephala var. inopinata           | ?                    | Priority 2 (scarsamente conosciuta ma non minacciata)       |                                                          |
| B. fasciculata                             | ?                    | Priority 3 (scarsamente conosciuta ma non minacciata)       |                                                          |
| B. foliolata                               | ?                    | Priority 4 (rara ma non minacciata)                         |                                                          |
| B. foliosissima                            | ?                    | Priority 2 (scarsamente conosciuta ma non minacciata)       |                                                          |
| B. fraseri var. crebra                     | ?                    | Priority 3 (scarsamente conosciuta ma non minacciata)       |                                                          |
| B. fraseri var. effusa                     | ?                    | Priority 2 (scarsamente conosciuta ma non minacciata)       |                                                          |
| B. fraseri var. oxycedra                   | ?                    | Priority 3 (scarsamente conosciuta ma non minacciata)       |                                                          |
| B. fuscobractea                            | ?                    | Rara                                                        | marciume radicale                                        |
| B. goodii                                  | Vulnerabile          | Rara                                                        | perdita di habitat, marciume radicale                    |
| B. hirta                                   | ?                    | Priority 3 (scarsamente conosciuta ma non minacciata)       |                                                          |
| B. horrida                                 | ?                    | Priority 3 (scarsamente conosciuta ma non minacciata)       |                                                          |
| B. idiogenes                               | ?                    | Priority 2 (scarsamente conosciuta ma non minacciata)       |                                                          |
| B. insulanemorecincta                      | ?                    | Priority 4 (rara ma non minacciata)                         |                                                          |
| B. ionthocarpa subsp. chrysophoenix        | ?                    | Rara                                                        | marciume radicale                                        |
| B. ionthocarpa subsp. ionthocarpa          | ?                    | Rara                                                        | marciume radicale                                        |
| B. kippistiana var. paenepeccata           | ?                    | Priority 3 (scarsamente conosciuta ma non minacciata)       |                                                          |
| B. laevigata subsp. laevigata              | -                    | Priority 4 (rara ma non minacciata)                         |                                                          |
| B. lepidorhiza                             | ?                    | Priority 1 (scarsamente conosciuta e minacciata)            |                                                          |
| B. lullfitzii                              | -                    | Priority 3 (scarsamente conosciuta ma non minacciata)       |                                                          |
| B. meganotia                               | ?                    | Priority 3 (scarsamente conosciuta ma non minacciata)       |                                                          |
| B. meisneri subsp. ascendens               | -                    | Priority 4 (rara ma non minacciata)                         |                                                          |
| B. micrantha                               | -                    | Priority 3 (scarsamente conosciuta ma non minacciata)       |                                                          |
| B. mimica                                  | ?                    | Rara                                                        | marciume radicale                                        |
| B. montana                                 | ?                    | Rara                                                        | marciume radicale                                        |
| B. mucronulata subsp. retrorsa             | ?                    | Rara                                                        | marciume radicale                                        |
| B. nivea subsp. uliginosa                  | ?                    | Rara                                                        | marciume radicale                                        |
| B. nivea subsp. Morangup (M. Pieroni 94/2) | ?                    | Priority 2 (scarsamente conosciuta ma non minacciata)       |                                                          |
| B. nobilis subsp. fragrans                 | ?                    | Priority 3 (scarsamente conosciuta ma non minacciata)       |                                                          |
| B. oligantha                               | In pericolo          | Rara                                                        | perdita di habitat, marciume radicale                    |
| B. platycarpa                              | ?                    | Priority 4 (rara ma non minacciata)                         |                                                          |
| B. plumosa subsp. denticulata              | ?                    | Priority 2 (scarsamente conosciuta ma non minacciata)       |                                                          |
| B. porrecta                                | ?                    | Priority 4 (rara ma non minacciata)                         |                                                          |
| B. prionophylla                            | ?                    | Priority 1 (scarsamente conosciuta e minacciata)            |                                                          |
| B. prolata                                 | ?                    | Priority 3 (scarsamente conosciuta ma non minacciata)       |                                                          |
| B. prolata subsp. archeos                  | ?                    | Priority 2 (scarsamente conosciuta ma non minacciata)       |                                                          |
| B. prolata subsp. calcicola                | ?                    | Priority 1 (scarsamente conosciuta e minacciata)            |                                                          |
| B. pseudoplumosa                           | ?                    | Rara                                                        | marciume radicale                                        |
| B. pteridifolia subsp. inretita            | ?                    | Priority 1 (scarsamente conosciuta e minacciata)            |                                                          |
| B. pteridifolia subsp. vernalis            | ?                    | Priority 3 (scarsamente conosciuta ma non minacciata)       |                                                          |
| B. rosserae                                | -                    | Priority 1 (scarsamente conosciuta e minacciata)            |                                                          |
| B. rufa subsp. chelomacarpa                | ?                    | Priority 3 (scarsamente conosciuta ma non minacciata)       |                                                          |
| B. rufa subsp. flavescens                  | ?                    | Priority 3 (scarsamente conosciuta ma non minacciata)       |                                                          |
| B. rufa subsp. magma                       | ?                    | Priority 1 (scarsamente conosciuta e minacciata)            |                                                          |
| B. rufa subsp. obliquiloba                 | ?                    | Priority 3 (scarsamente conosciuta ma non minacciata)       |                                                          |
| B. rufa subsp. pumila                      | ?                    | Priority 2 (scarsamente conosciuta ma non minacciata)       |                                                          |
| B. rufa subsp. tutanningensis              | ?                    | Priority 2 (scarsamente conosciuta ma non minacciata)       |                                                          |
| B. rufistylis                              | ?                    | Priority 2 (scarsamente conosciuta ma non minacciata)       |                                                          |
| B. scabrella                               | -                    | Priority 4 (rara ma non minacciata)                         |                                                          |
| B. sclerophylla                            | ?                    | Priority 4 (rara ma non minacciata)                         |                                                          |
| B. seneciifolia                            | -                    | Priority 3 (scarsamente conosciuta ma non minacciata)       |                                                          |
| B. serratuloides subsp. perissa            | ?                    | Rara                                                        | marciume radicale                                        |
| B. serra                                   | ?                    | Priority 4 (rara, scarsamente conosciuta ma non minacciata) |                                                          |
| B. serratuloides subsp. serratuloides      | ?                    | Rara                                                        | marciume radicale                                        |
| B. sessilis var. cordata                   | ?                    | Priority 4 (rara ma non minacciata)                         |                                                          |
| B. shanklandiorum                          | ?                    | Priority 4 (rara ma non minacciata)                         |                                                          |
| B. solandri                                | -                    | Priority 4 (rara ma non minacciata)                         |                                                          |
| Banksia sphaerocarpa var. dolichostyla     | Vulnerabile          | Rara                                                        | marciume radicale                                        |
| B. splendida subsp. macrocarpa             | -                    | Priority 3 (scarsamente conosciuta ma non minacciata)       |                                                          |
| B. splendida subsp. splendida              | ?                    | Priority 2 (scarsamente conosciuta ma non minacciata)       |                                                          |
| B. squarrosa subsp. argillacea             | ?                    | Rara                                                        | marciume radicale                                        |
| B. strictifolia                            | -                    | Priority 3 (scarsamente conosciuta ma non minacciata)       |                                                          |
| B. subpinnatifida var. imberbis            | ?                    | Priority 2 (scarsamente conosciuta ma non minacciata)       |                                                          |
| B. subpinnatifida var. subpinnatifida      | ?                    | Priority 2 (scarsamente conosciuta ma non minacciata)       |                                                          |
| B. subulata                                | -                    | Priority 3 (scarsamente conosciuta ma non minacciata)       |                                                          |
| B. tortifolia                              | -                    | Priority 3 (scarsamente conosciuta ma non minacciata)       |                                                          |
| B. trifontinalis                           | -                    | Priority 3 (scarsamente conosciuta ma non minacciata)       |                                                          |
| B. tricuspis                               | -                    | Priority 4 (rara ma non minacciata)                         |                                                          |
| B. verticillata                            | Vulnerabile          | Rara                                                        | marciume radicale                                        |
| B. viscida                                 | -                    | Priority 3 (scarsamente conosciuta ma non minacciata)       |                                                          |
| B. wonganensis                             | ?                    | Priority 4 (rara scarsamente conosciuta ma non minacciata)  |                                                          |
| B. xylothemelia                            | -                    | Priority 3 (scarsamente conosciuta ma non minacciata)       |                                                          |